# Zatre
Zatre ist ein abstraktes Legespiel mit Rechenelementen von Manfred Schüling. Das Spiel wurde zunächst 1993 von Peri Spiele in Deutschland und gleichzeitig von The Great American Trading Company in den Vereinigten Staaten veröffentlicht und im selben Jahr für den Kritikerpreis Spiel des Jahres nominiert. 1998 erhielt es den As d’Or-Spielepreis und 2005 wurde eine Neuauflage bei Amigo herausgegeben.

## Thema und Ausstattung
Die Spieler ziehen verdeckt jeweils zwei Zahlenplättchen von eins bis sechs und legen sie auf einem an Scrabble erinnernden Spielbrett so an, dass die Summen der neugelegten Plättchen mit allen bereits liegenden waagrecht und senkrecht möglichst im gewünschten Bereich von zehn, elf und zwölf liegen. Summen darüber dürfen nicht gelegt werden, Summen von neun und kleiner dürfen zwar abgelegt werden, bringen aber keine Wertung. Boni gibt es für gleichmäßiges Legen von allen drei Werten zehn bis zwölf und für das Anlegen auf Sonderfeldern.
Das quadratische Spielbrett ist aus Pappe in dunklen Grautönen, die 121 Zahlenplättchen sind aus weißem Plastik mit den Werten eins bis sechs in der traditionellen Punkt-Darstellung wie auf einem Würfel. Zur Ausstattung gehört ein Stoffbeutel zum verdeckten Ziehen der Plättchen.

## Varianten
2007 erschien von Manfred Schüling ein weitgehend auf demselben Spielprinzip beruhendes, aber unabhängiges Kartenspiel als Zatre – Das Kartenspiel. Die Plättchen haben hier wie bei Domino doppelte Größe und zwei Zahlenwerte. Außerdem hat jeder Spieler drei Plättchen auf der Hand und kann eines davon auswählen und anlegen.
Es gibt eine Online-Version des Spiels, die in regulärer Spielweise (Profi) oder mit Tipps gespielt werden kann, in der Brettspielwelt.